# Aremonia
Aremonia (Aremonia agrimonoides) är en rosväxtart. Aremonia ingår i släktet aremonior, och familjen rosväxter.

## Underarter
Arten delas in i följande underarter:
- A. a. agrimonoides
- A. a. pouzarii

## Bildgalleri

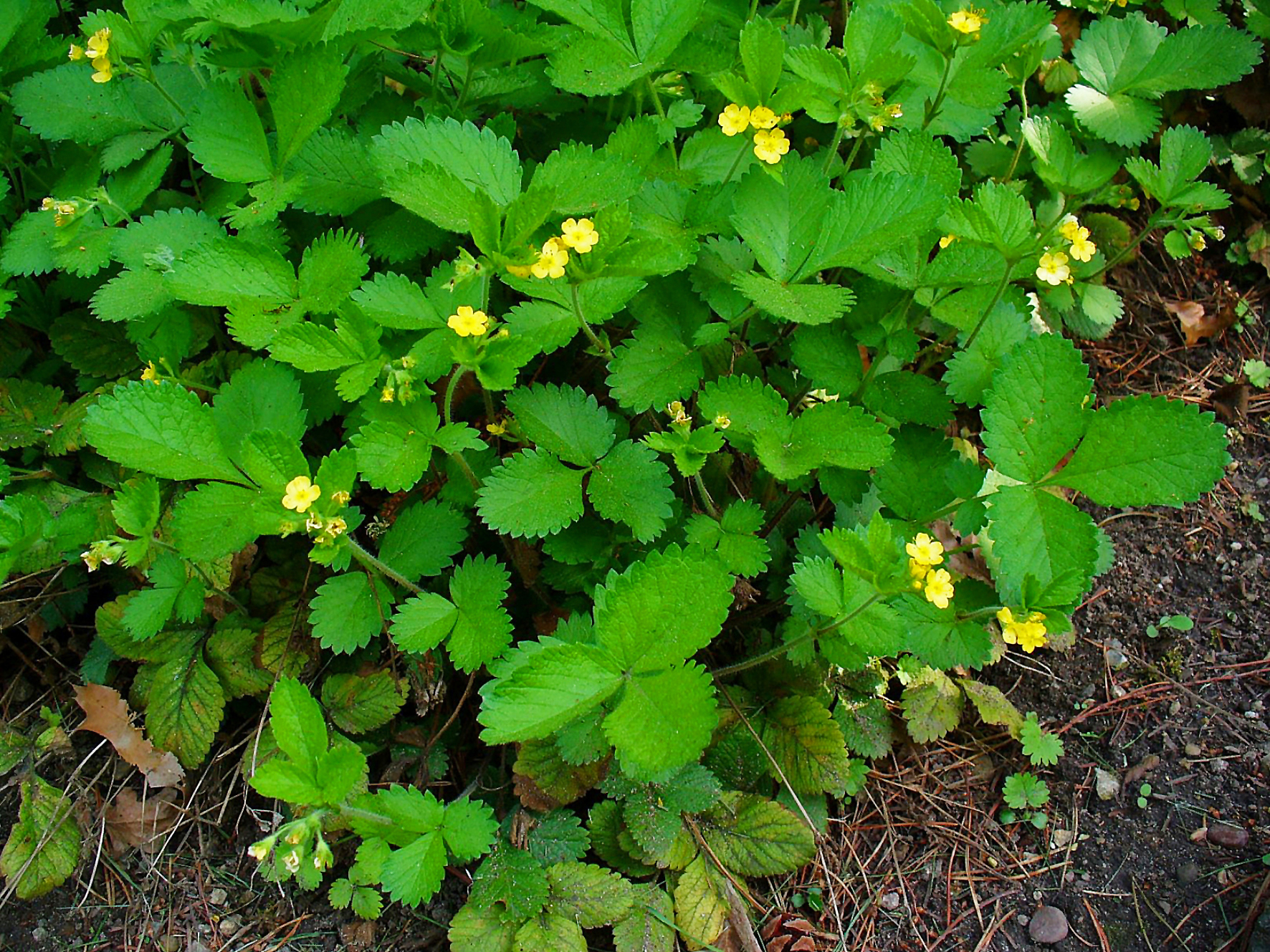
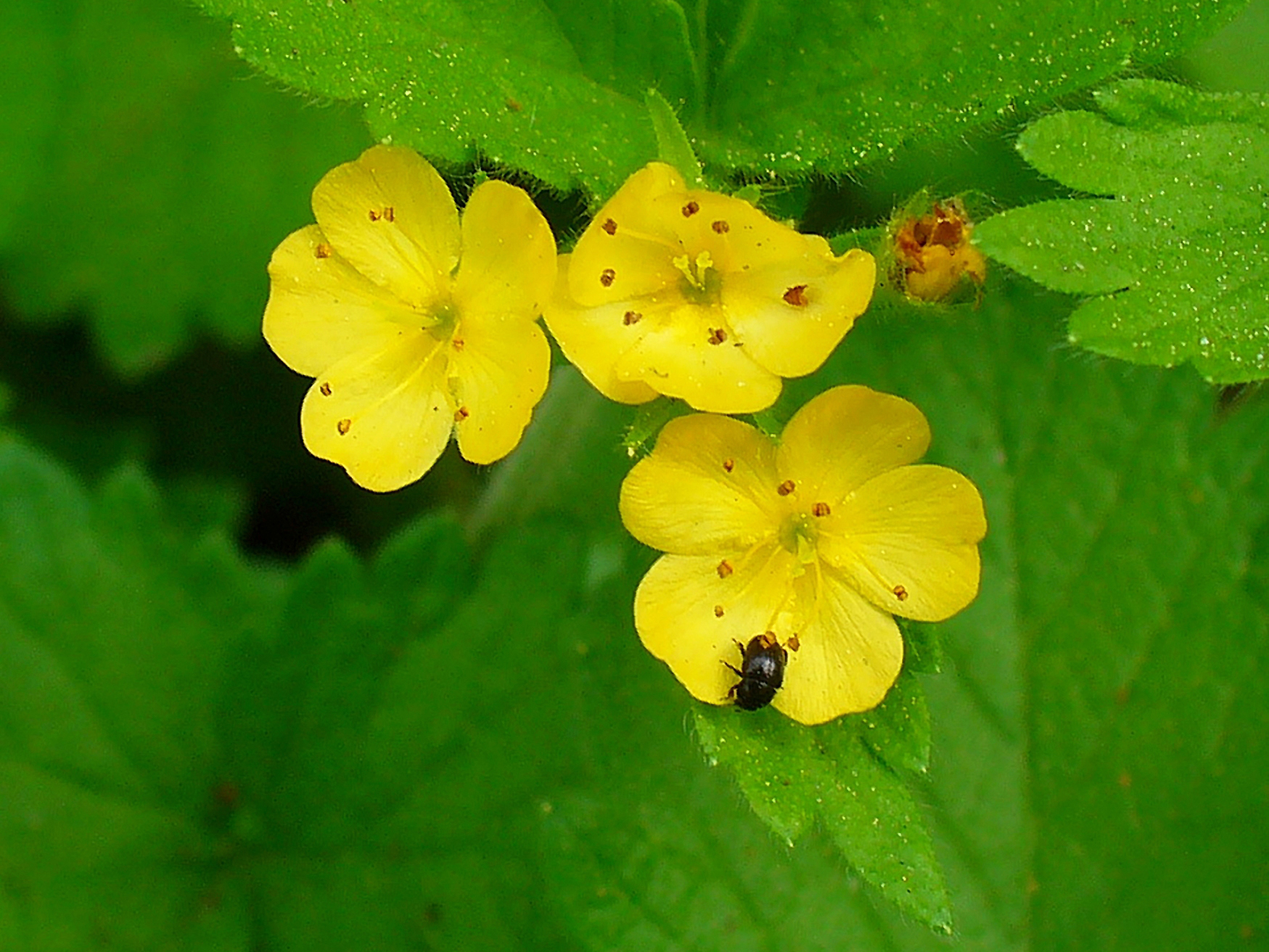
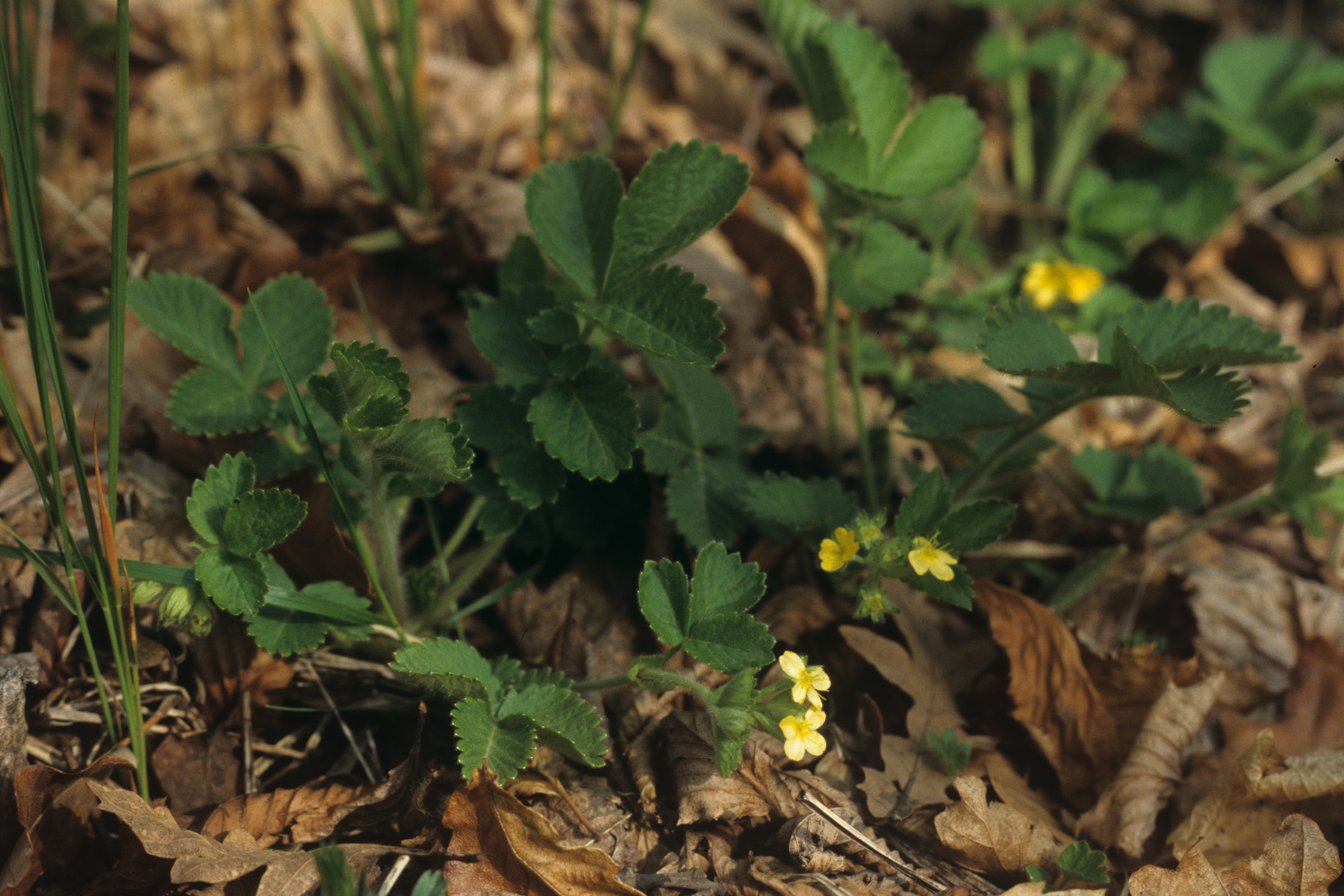
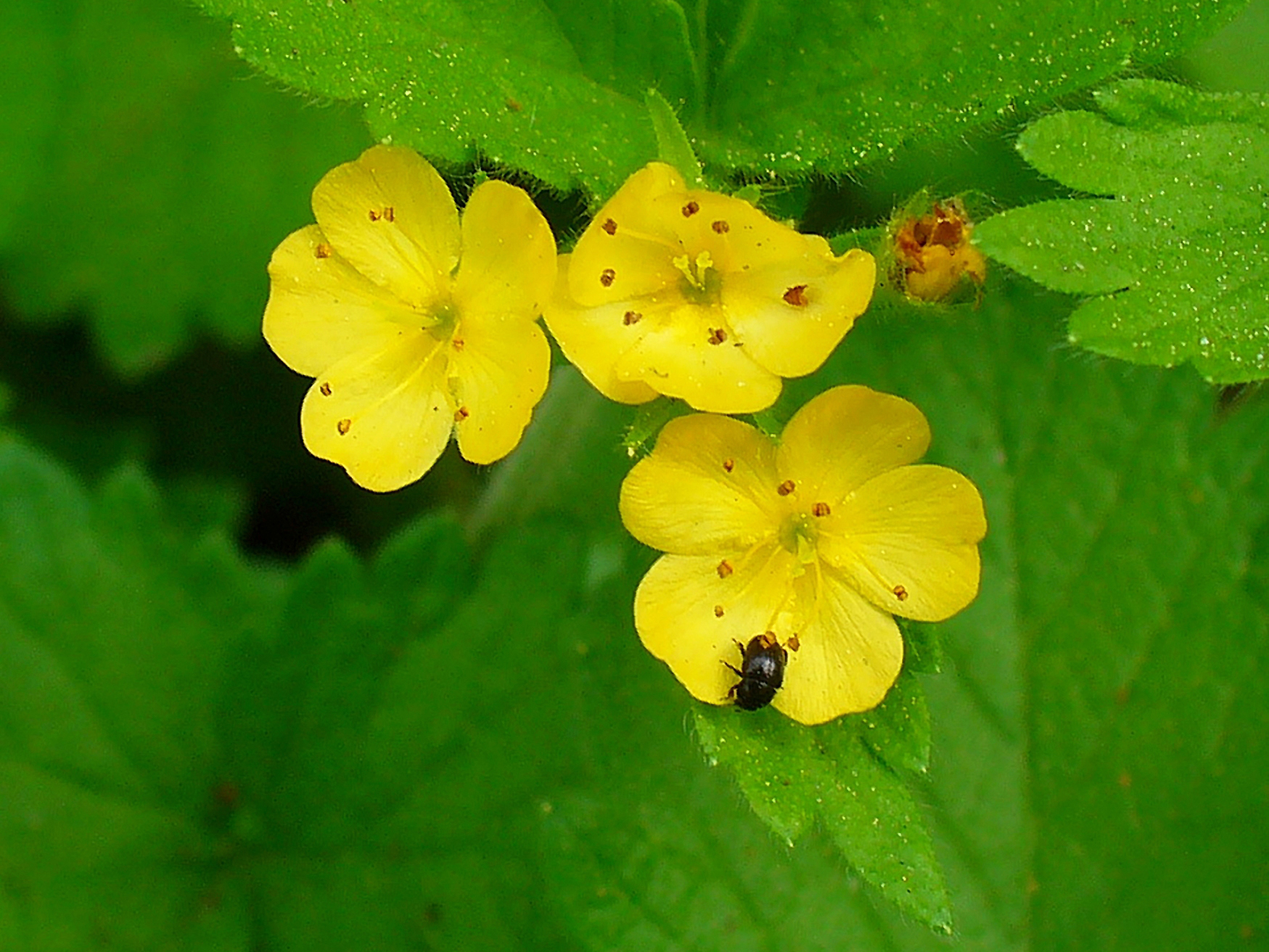
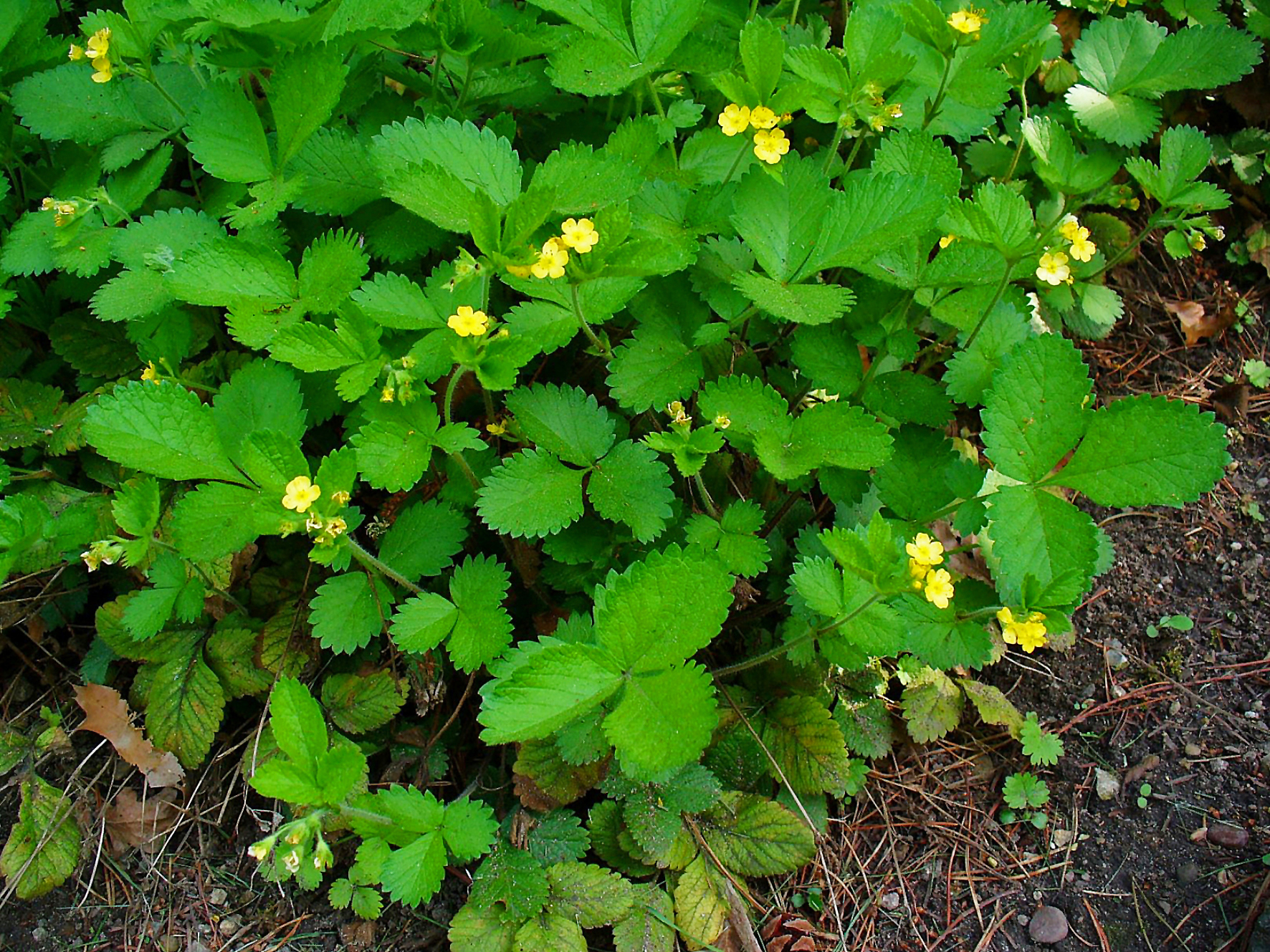
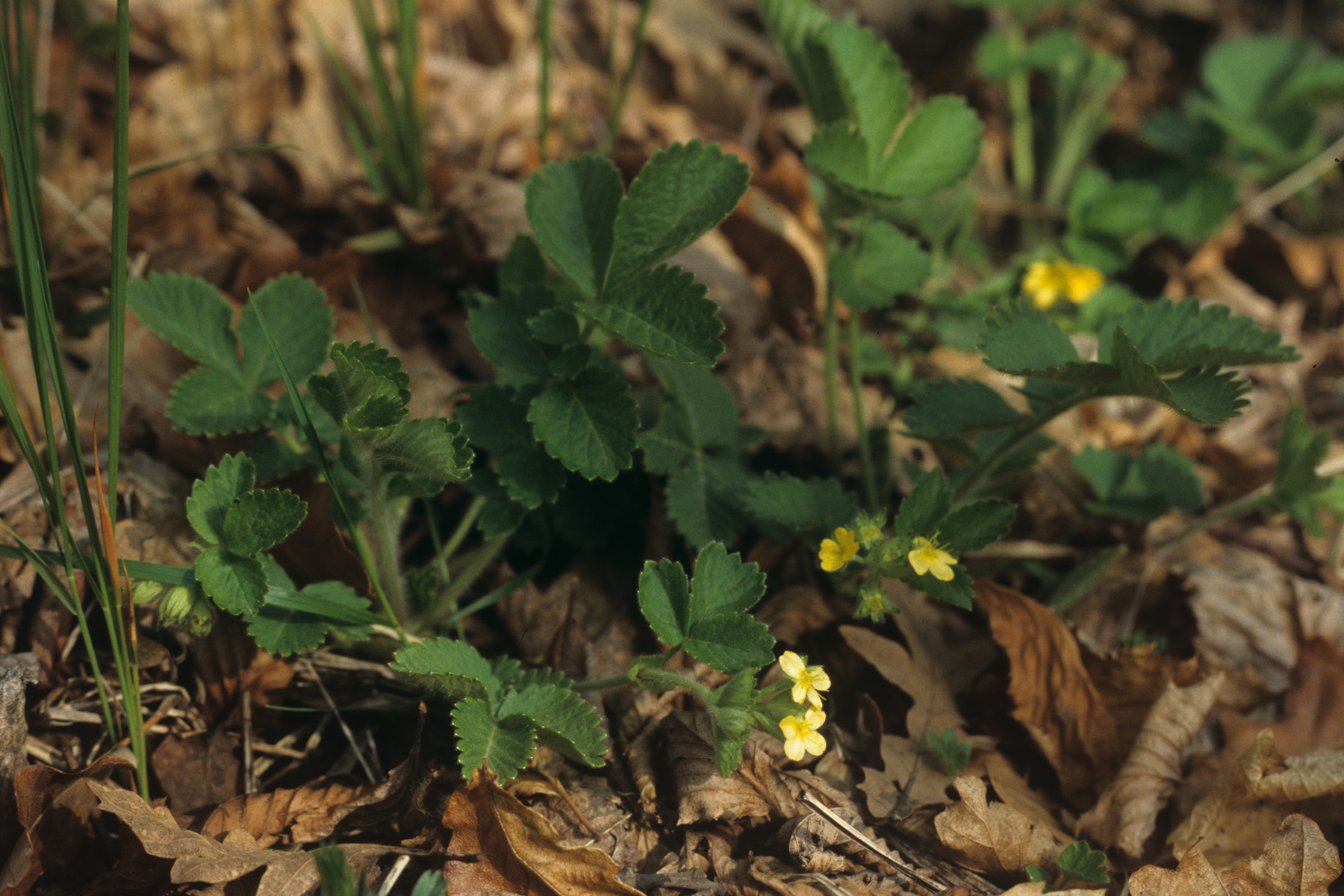